# Yushan Sultan
Yushan Sultan fou kan de Coràsmia vers 1643-1644. Va succeir al seu pare Isfendiar Khan quan aquest va morir el 1643.
Abu l-Ghazi, germà d'Isfendiar, era a Mangishlak a l'espera del moment oportú per agafar el poder. Però Yushan, amb el suport dels turcmans, va resistir més d'un any. Es va declarar vassall del kan de Bukharà Nadhr Muhammad ibn Din Muhammad (1641-1645) i va enviar a la seva cort al seu germà Ashraf Sultan. No se sap que va passar durant aquest temps però Abu l-Ghazi no fou proclamat inicialment a una de les principals ciutats sinó al districte d'Aral, a la desembocadura de l'Oxus, la part de majoria uzbek del kanat. Després de lluites amb els bukharians, Abu l-Ghazi es va imposar el 1645.
Vegeu: Abu l-Ghazi Bahadur Khan.